# Tecnosospiri
Tecnosospiri è una band originaria di Formia, considerata dalla critica tra le proposte più innovative ed interessanti del pop italiano "con contenuto".

## Storia
Nel 2001 i Tecnosospiri pubblicano il loro primo Lp, “Poi un giorno mi hai assassinato”, distribuito da Venus, che raccoglie ottime recensioni su testate specializzate (Rockstar, Mucchio, Rockit).
Nel 2002, realizzano una sigla per il programma di RaiDue “ Totò: Principe di Danimarca”, e partecipano al Tim Tour ed al Meeting Etichette Indipendenti (MEI).
Dopo una pausa di composizione, i Tecnosospiri realizzano il loro secondo disco, “In Confidenza”, con la produzione artistica di Amerigo Verardi ( già Baustelle e Virginiana Miller ) e Maurice Andiloro.
Il disco esce nel 2006, con la produzione esecutiva della Cinico Disincanto.
Il primo singolo, Feel Love arriva nella top ten di Radio Città Futura e Rockit, e gira sulle frequenza di Radio 1 e Radio 2 su News Generation, Versione Beta e Demo Rai, oltre che su diverse radio regionali e web.
Le ottime recensioni, ed i buoni riscontri live accompagnano la promozione di In Confidenza, fino alla realizzazione del primo videoclip “Domani”, con la regia di Francesco Lagi. Il video arriva nelle top five dei video indipendenti di All Music e Match Music ed entra in rotazione stabile su RockTv e su Musicbox.
Intanto, i Tecnosospiri girano la penisola da Trento a Catania, realizzando più di sessanta date, e la media di trecento accessi quotidiani sulle loro pagine web ufficiali.
A Giugno 2008, iniziano la preproduzione del nuovo disco. Lavorano con Amerigo Verardi e Maurice Andiloro su una rosa di quindici brani, di cui solo dieci vengono selezionati per il nuovo disco.
A Novembre 2008, al Teatro Masini di Faenza, in occasione del MEI, vengono invitati a condividere il palco con Bandabardò e La Crus
Dal 4 gennaio al 4 febbraio 2009 i Tecnosospiri si trasferiscono al Purerock di Brindisi per registrare e mixare il nuovo disco. Un progetto molto diverso rispetto alle produzioni precedenti per contenuto e approccio, e che tuttavia definisce con precisione lo “stile” Tecnosospiri.
IL 21 marzo 2009 esce “I Lupi”, che verrà presentato lo stesso giorno al Circolo degli Artisti di Roma.
A pochi giorni dall'uscita ufficiale, entra nella formazione della band Nicoletta Nardi, già presente come voce e piano in alcune canzoni de I lupi.
Tra marzo e maggio 2009 i Tecnosospiri suonano nei club/circoli più importanti della scena indie italiana : dalla Latteria Molloi di Brescia, all'Arteria di Bologna, dal Goldoni di Brindisi al Contestaccio di Roma. Il singolo “Lo Stato in Crisi” entra nella classifica delle radio indipendenti per due mesi, raggiungendo il 4º posto.

## Recensioni
"...Col nuovo album “I lupi” la band di Formia dimostra di avere le carte per dire la sua sul tavolo del pop nazionale con garbo, acume e una produzione speciale, sotto l'occhio perfezionista di Cinico Disincanto."
(Enver, Blow Up )
"In definitiva un disco bellissimo che porta questi ragazzi ai livelli più alti della musica pop d'autore tanto da competere con gente come Benvegnù, Perturbazione, Baustelle, Moltheni. Auguriamoci abbiano il meritato riscontro."
(Christian Butini, Nerdsattack, Yastaradio)
"I Tecnosospiri si accorgono che ci sono ben poche vie d'uscita, pochi motivi per salvarsi. Uno è la musica. Per chi la sa fare, si capisce. Questo è il caso, con una proposta che non nasconde l'amarezza di chi, crescendo, ha già capito molte cose." (Massimo Del Papa, Il Mucchio Selvaggio)
“I Tecnosospiri hanno tutte le carte in regola per entrare 'un certain regard' nella musica italiana di spessore"
(Andrea de La Rosa, MarteLive)
"Ad avere un giradischi si vorrebbe dire: ascoltate questo album fino a consumare la puntina! È infatti di una bellezza delicata e sconvolgente al contempo questo terzo lavoro della band di Formia" (Arianna Marsico, Mescalina)

## Formazione
- Claudio Marciano (voce e chitarra)
- Daniel Marciano (chitarra elettrica)
- Emanuele Filosa (basso)
- Fabio Sasso (batteria)

## Album
- 2002 - Poi un giorno mi hai assassinato
- 2006 - In confidenza
- 2009 - I Lupi

## Video
- Senza Fine, tratto dall'album I Lupi. Regia: Steven Forbus
- Lo stato in crisi, tratto dall'album I Lupi. Regia: Francesco LagI,Fotografia: Marco Graziaplena, Montaggio: Danilo Torre, Costumi: Dalila D'Onofrio, postproduzioneVideo: OFFICINE (p) & (c) 2009
- Domani tratto dall'album In confidenza. Regia di Francesco Lagi